# Homeworld: Cataclysm
Homeworld: Cataclysm è un videogioco di strategia in tempo reale (RTS). Sviluppato da Barking Dog Studios, è il seguito di Homeworld (sviluppato invece da Relic Entertainment).

## Trama
Cataclysm si svolge 15 anni dopo il primo titolo, dopo che i Kushan hanno già raggiunto il pianeta Hiigara.
La nave controllata dal giocatore è un vascello minerario, grazie al quale casualmente si rinviene un relitto sconosciuto.
Dopo un'analisi il relitto si rivela come una strana forma di vita che infetterà parte della nave.
A seguito di questo avvenimento l'equipaggio è costretto a distaccare la parte infetta della nave, che si trasforma in seguito in una nave autonoma impegnata a distruggere e assimilare ogni popolo incontrato.
Il giocatore deve affrontare anche i Taiidan rimasti, che tentano disperatamente di tornare a essere un popolo unito pronto ad attaccare la fazione del giocatore.